# Raj Kapoor

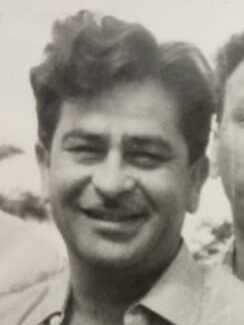
Raj Kapoor, 1950.

Raj Kapoor (Ranbir Raj Kapoor) "Indiens Charles Chaplin", född 14 december 1924 nära Peshawar, död 3 juni 1988, var en av de mest bekanta indiska skådespelarna, men även filmproducent och regissör. 
Efter filmdebut vid 11 års ålder gjorde Kapoor sin första huvudroll som hjälten i filmen Neel Kamal 1947. Kapoor grundade snart sitt eget filmbolag, och spelade ofta rollen av en luffarliknande figur med gott humör och ärligt uppsåt.